# Pachnobia sajana
Pachnobia sajana là một loài bướm đêm trong họ Noctuidae.